# فرن‌ویل، نیو ساوت ولز
فرن‌ویل (به انگلیسی: Fernvale) یک منطقهٔ مسکونی در استرالیا است که در نیو ساوت ولز واقع شده‌است.